# Pionus senilis
Pionus senilis là một loài chim trong họ Psittacidae.